# OVER THE RAINBOW (倉木麻衣のアルバム)
『OVER THE RAINBOW』（オーバー・ザ・レインボー）は、2012年1月11日発売の倉木麻衣の10作目のオリジナルアルバム。

## 解説
オリジナルアルバムとして、前作『FUTURE KISS』から約1年2ヶ月ぶりのリリースとなる。一般には『初回限定盤』と『通常盤』の2形態での発売、さらにファンクラブ会員とMusing会員限定で発売される『Musing&FC盤』も含め、実質的に3形態での発売となる。各ジャケットもそれぞれ異なっている。『初回限定盤』には特典として、ミュージッククリップを収めたDVDが付属される。
CDには、シングル曲「1000万回のキス」、「もう一度」、「Your Best Friend」、「Strong Heart」、シングルのカップリング曲にあたる「さよならは まだ言わないで」、「step by step」の6曲と新曲6曲を加えた合計12曲を収録。
2008年に発売されたオリジナル・アルバム『ONE LIFE』に同名の楽曲（カバー曲）が収録されているが、関係はない。

## 収録曲
1. Strong Heart
  - 1stDVDシングル。
  - 関西テレビ・フジテレビ系火曜よる10時ドラマ『HUNTER〜その女たち、賞金稼ぎ〜』主題歌。
2. another day＊another world
3. さよならは まだ言わないで 〜album ver.〜
  - 35thシングル「1000万回のキス」のカップリング曲のアルバムバージョン。
4. Stay the same
  - サンリオ「Wish me mell」タイアップソング。
5. Your Best Friend
  - 37thシングル。
  - 読売テレビ系アニメ『名探偵コナン』エンディングテーマ。
6. もう一度
  - 36thシングル。
  - 東海テレビ・フジテレビ系ドラマ『霧に棲む悪魔』主題歌。
7. Brave your heart (with アレックス・ルー（鹿凌桀）)
  - 日中友好40周年記念映画『明日に架ける愛』主題歌。
8. Sun will shine on u
  - テレビ金沢『となりのテレ金ちゃん』1月度エンディングテーマ。
  - 倉木曰く、今作の核となる要素を持った曲。
9. Love one another
10. step by step
  - 37thシングル「Your Best Friend」のカップリング曲。
  - 合歓の郷 Hotel&Resort CMソング。
11. 1000万回のキス
  - 35thシングル。
  - KOSE『エスプリーク プレシャス』CMソング。
12. ラララ＊ラ

## 収録内容

### Disc1 / CD
| 全作詞: 倉木麻衣（※特記以外）。 |                                                       |                       |                                               |                                               |      |
| #                               | タイトル                                              | 作詞                  | 作曲                                          | 編曲                                          | 時間 |
| 1.                              | 「Strong Heart」(※作詞: 倉木麻衣、GIORGIO 13)         | 倉木麻衣（※特記以外） | GIORGIO CANCEMI                               | GIORGIO CANCEMI                               | 4:20 |
| 2.                              | 「another day＊another world」                        | 倉木麻衣（※特記以外） | 大野愛果                                      | 小澤正澄                                      | 3:56 |
| 3.                              | 「さよならは まだ言わないで 〜album ver.〜」          | 倉木麻衣（※特記以外） | FOOTBREAD                                     | FOOTBREAD                                     | 4:35 |
| 4.                              | 「Stay the same」                                     | 倉木麻衣（※特記以外） | GIORGIO CANCEMI                               | GIORGIO CANCEMI                               | 5:12 |
| 5.                              | 「Your Best Friend」(※作詞：倉木麻衣、GIORGIO 13)     | 倉木麻衣（※特記以外） | GIORGIO CANCEMI                               | GIORGIO CANCEMI                               | 5:52 |
| 6.                              | 「もう一度」                                          | 倉木麻衣（※特記以外） | 田尻尋一                                      | 田尻尋一                                      | 3:53 |
| 7.                              | 「Brave your heart」                                  | 倉木麻衣（※特記以外） | 徳永暁人                                      | 徳永暁人                                      | 4:58 |
| 8.                              | 「Sun will shine on u」(※作詞：倉木麻衣、GIORGIO 13)  | 倉木麻衣（※特記以外） | GIORGIO CANCEMI                               | GIORGIO CANCEMI                               | 4:20 |
| 9.                              | 「Love one another」(※作詞: 倉木麻衣、Michael Africk) | 倉木麻衣（※特記以外） | Michael Africk、Miguel Sá Pessoa、Perry Geyer | Michael Africk、Miguel Sá Pessoa、Perry Geyer | 4:01 |
| 10.                             | 「step by step」(※作詞：倉木麻衣、GIORGIO 13)         | 倉木麻衣（※特記以外） | GIORGIO CANCEMI                               | GIORGIO CANCEMI                               | 4:59 |
| 11.                             | 「1000万回のキス」                                    | 倉木麻衣（※特記以外） | 大野愛果                                      | 葉山たけし                                    | 5:02 |
| 12.                             | 「ラララ＊ラ」                                        | 倉木麻衣（※特記以外） | 徳永暁人                                      | 徳永暁人                                      | 4:29 |
| 合計時間:                       | 合計時間:                                             | 合計時間:             | 合計時間:                                     | 55:37                                         |      |

### Disc2 / DVD
| #  | タイトル                          | 作詞 | 作曲・編曲 |
| -- | --------------------------------- | ---- | ---------- |
| 1. | 「1000万回のキス -Music Clip-」   |      |            |
| 2. | 「もう一度 -Music Clip-」         |      |            |
| 3. | 「Your Best Friend -Music Clip-」 |      |            |
| 4. | 「Brave your heart -Music Clip-」 |      |            |
| 5. | 「Stay the same -Music Clip-」    |      |            |